# Carpias serricaudus
Carpias serricaudus là một loài chân đều trong họ Janiridae. Loài này được Menzies & Glynn miêu tả khoa học năm 1968.